# 盎格魯-羅姆語
盎格魯－羅姆語（英文：Anglo-Romani）是英語和羅姆語的混合語，由居住在英國的吉普賽人使用，他們的先祖來自印度次大陸。這門語言隨著英國勢力對海外的殖民，而擴散到了北美、澳大利亚和南非等地。純粹的吉普賽語言在19世紀的某個時間點便已經不在英格蘭使用了，也許威爾斯有一個世代的吉普賽人講過。儘管現在這門語言的使用日漸式微，不過英國英語裡已經有了許多吉普賽語的詞彙影響，比如pal、chav、lollipop（原意是“糖蘋果”）等。